# Ithomeis heliconina
Ithomeis heliconina är en fjärilsart som beskrevs av Bates 1862. Ithomeis heliconina ingår i släktet Ithomeis och familjen Riodinidae. Inga underarter finns listade i Catalogue of Life.